# Малабар
Малаба́р (малаял. മലബാര്‍) — историческая область в Южной Индии между берегом Аравийского моря и горами Западные Гаты. Иногда название Малабар применяют ко всему юго-западному побережью Индостана, которое называется Малабарский берег. Термин Малабар также используется экологами для описания района тропических и субтропических широколиственных лесов юго-западной Индии. Предполагается, что название области произошло от малаяламского слова Mala (холм) и персидского Bar (королевство).
В древности и в Средние века на территории Малабара находились многочисленные независимые княжества, иногда объединявшиеся в государства.
В южной части побережья примерно с III века до н. э. до IX века н. э. располагалось государство Чера. В XV веке территория Малабара вошла в состав Империи Виджаянагара, которая просуществовала до середины XVI века. После развала империи образовалось несколько княжеств, самыми крупными из которых были Каликут (XV—XVI века), Траванкур и Кочин (XVIII век).
Область Малабар была первой из индийских территорий, колонизированных европейцами. Первые укреплённые пункты португальцев возникли в XVI веке, а в XVII веке появились голландские, английские и французские колонии. После Англо-майсурских войн в конце XVII века захваченные англичанами области были включены в Мадрасское президентство, находившееся в ведении английской Ост-Индской компании.
На территории Малабара несколько раз происходили восстания местного населения (Малабарское восстание 1793—1806 годов, восстание мопла в 1921—1922 годах). После обретения Индией независимости территория Малабара 1 ноября 1956 года была разделена по языковым группам и в настоящее время входит в состав индийских штатов Керала и Майсур.
Основным языком региона является малаялам (язык штата Кералы).